# Nicotine
Pour les articles homonymes, voir Nicotine (homonymie).
La nicotine est un alcaloïde toxique issu principalement de la plante de tabac (Nicotiana tabacum) utilisé comme psychotrope (stimulant), particulièrement lors de l'inhalation de la fumée du tabac. La nicotine agit directement sur le système nerveux,  cette molécule est en partie responsable de la dépendance tabagique. Un procédé dit de « dénicotinisation » permet d'extraire une part de cette molécule du tabac (procédé qui était à la fin des années 1990, selon Novotny et Zhao, à l'origine d'une production d'environ trois cents millions de kilogrammes de nicotine par l'industrie du tabac, déchet valorisé sous diverses formes).
De la nicotine (écotoxique pour les animaux à sang froid, notamment les poissons) est de plus en plus présente dans l'environnement à des doses significatives, aquatique notamment, provenant des milliards de mégots exposés à la pluie, jetés dans l'eau ou les caniveaux.
Les symptômes du sevrage de la nicotine comprennent : une humeur dépressive, du stress, de l'anxiété, de l'irritabilité, une difficulté à se concentrer et des troubles du sommeil.

## Historique

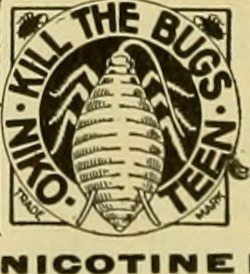
La nicotine a des propriétés écotoxiques (insecticide notamment, comme le rappelle cette ancienne publicité).

La nicotine doit son nom au genre végétal Nicotiana,, ayant d'abord été extraite de plantes appartenant à ce genre. Celui-ci a lui-même été nommé par Linné en l'honneur de Jean Nicot, considéré comme l'introducteur du tabac en France (même si, lorsque Jean Nicot naît en 1530, le tabac est déjà connu en Europe depuis une quarantaine d'années).
Elle a été découverte et décrite en 1809 par le pharmacien et chimiste français Louis-Nicolas Vauquelin,, puis isolée en 1828 par deux Allemands, Wilhelm Heinrich Posselt (de) et Karl Ludwig Reimann (de) à l'université de Heidelberg. Sa formule empirique a été établie par Melsens en 1843. Sa masse moléculaire a été déterminée par Schloesing en 1847. Sa structure moléculaire a été développée par Adolf Pinner (en) en 1895.
Ses propriétés insecticides et acaricides sont connues depuis longtemps.
Suspecté depuis 1964, le caractère addictif de la nicotine et son rôle dans le tabagisme sont reconnus dans le monde scientifique depuis 1988.

## Biologie végétale

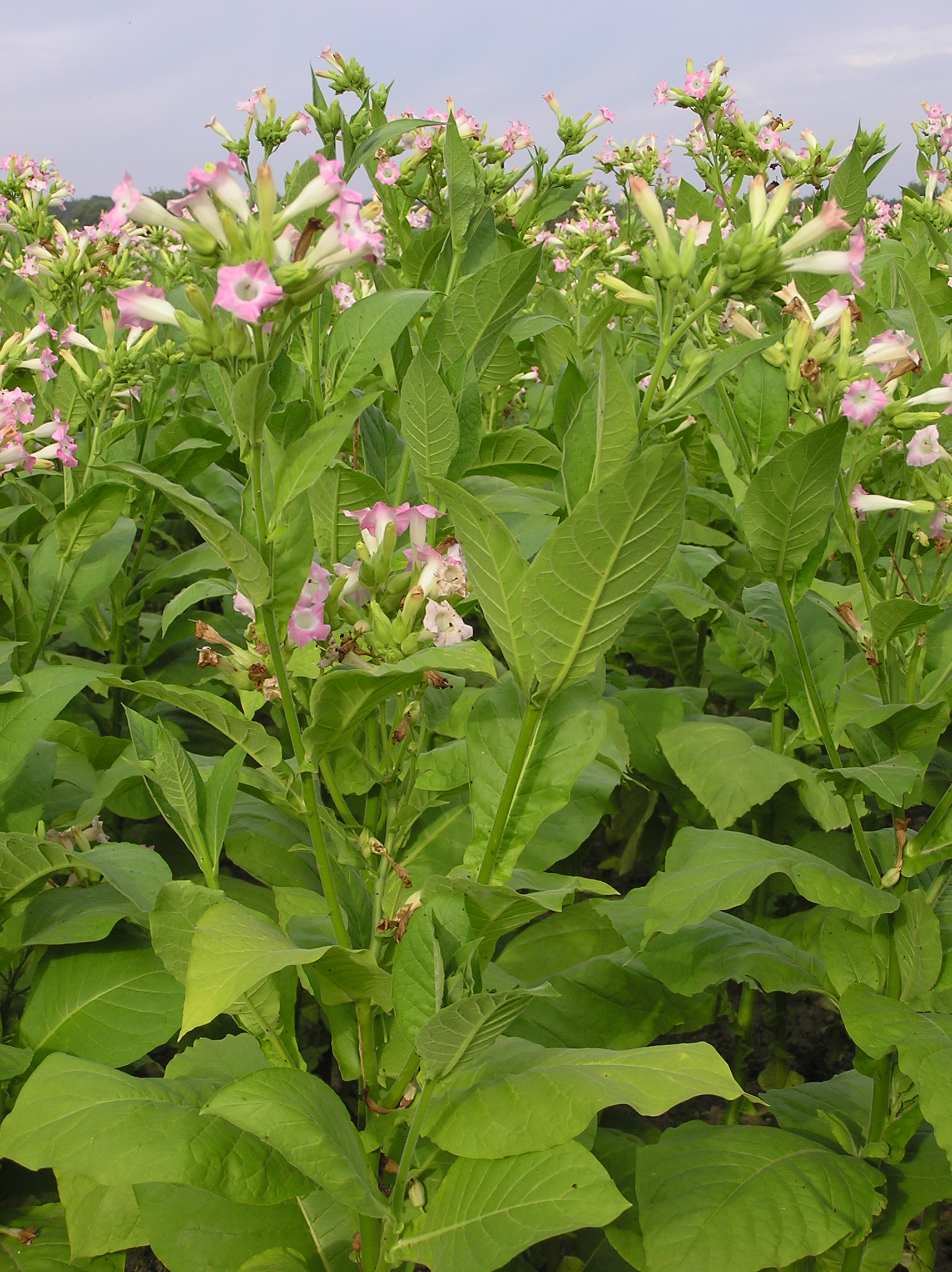
Champ de plants de tabac.

La nicotine est un alcaloïde principalement présent dans les plantes de la famille des solanacées dont les feuilles ont des propriétés acaricides et insecticides, notamment celles du tabac  du fait de son caractère neurotoxique : sa toxicité protège la plante des insectes ; elle possède également des propriétés fongicides.
De nombreuses plantes produisent de la nicotine en quantité variable :
- le tabac (Nicotiana tabacum) ;
- l'aubergine (Solanum melongena) ;
- la tomate (Solanum lycopersicum) ;
- la pomme de terre (Solanum tuberosum) ;
- le chou-fleur (Brassica oleracea var. botrytis)[20] ;
- certaines fougères comme Lycopodiella cernua[21] ;
- etc.

Une famille d'insecticides de synthèse, les néonicotinoïdes, est dérivée de la nicotine naturelle.
L'usage de la nicotine comme insecticide est interdit en France.

## Biologie animale

### Cinétique
Cet alcaloïde agit par inhalation, par ingestion ainsi que par contact.
La nicotine se dégrade en trois à quatre jours[Où ?][réf. nécessaire].

#### Par inhalation
La nicotine inhalée est absorbée (« résorbée ») par les capillaires sanguins des poumons. Après un passage dans le cœur gauche, la nicotine passe la barrière hémato-encéphalique et arrive en sept à dix secondes dans le cerveau, sans passer par le système porte hépatique. Les taux de nicotine sont de six à dix fois plus élevés dans le plasma artériel que dans le plasma veineux.
Une étude a comparé les propriétés pharmacocinétiques des cigarettes classiques, des cigarettes électroniques contenant 16 mg de nicotine et d'un inhalateur pharmaceutique de nicotine dosé à 10 mg de nicotine. L'augmentation maximale de la concentration en nicotine dans le plasma sanguin après utilisation de ces trois produits est de 13,4 ng/ml (6,5 à 20,3) en moyenne avec les cigarettes classiques, 1,3 ng/ml (0,0 à 2,6) avec les cigarettes électroniques et 2,1 ng/ml (1,0 à 3,1) avec l’inhalateur. Le pic plasmatique est atteint en 14,3 min (8,8 à 19,9) avec les cigarettes classiques, 19,6 min (4,9 à 34,2) avec les cigarettes électroniques et 32 min (18,7 à 45,3) avec l’inhalateur.

#### Par d'autres voies
La consommation de tabac à chiquer a diminué dans la plupart des pays européens dont la France, sauf dans les pays scandinaves (Suède, Danemark, Norvège) où le snus connaît une utilisation assez commune, concernant environ 20 % des hommes.
La commercialisation du snus est interdite dans le reste de l'Union européenne.

### Effets sur la santé humaine
La nicotine provoque l'augmentation de la pression artérielle et de la fréquence cardiaque, entraîne une libération d'adrénaline, de dopamine et réduit l'appétit, augmentant par conséquent le métabolisme. Elle a également pour effet d'améliorer la concentration et la mémoire,.

#### Généralités
La nicotine est un agoniste de certains récepteurs à l'acétylcholine : les récepteurs nicotiniques, par opposition aux récepteurs muscariniques. Les récepteurs nicotiniques sont des récepteurs ionotropes : leur activation par la nicotine entraîne une entrée d'ions sodium et une sortie d'ions potassium, et par suite une dépolarisation du neurone post-synaptique. Ce potentiel postsynaptique excitateur a différentes conséquences selon le type de neurone. Les récepteurs nicotiniques sont présents dans les ganglions du système nerveux autonome, au niveau des jonctions neuromusculaires, ainsi que dans les systèmes cérébraux noradrénergiques et dopaminergiques, notamment celui du système de récompense. À plus forte dose, la nicotine devient un poison violent qui irrite le système digestif, entraîne des atteintes du système nerveux central (convulsions, coma) et des muscles (en particulier le cœur et la respiration). Il arrive que des paralysies et des spasmes vasculaires surviennent. La mort par arrêt respiratoire peut survenir après l'apparition des premiers symptômes d'empoisonnement (en 30 à 60 minutes).
L'effet cancérigène de la nicotine seule n'a pas pu être prouvé sur des rats soumis à des concentrations élevées de nicotine pendant une période significative. Par contre, son effet sur les récepteurs d'acétylcholine facilite la croissance des tumeurs en favorisant l'angiogenèse.

#### Dépendance
Le tabagisme induit une dépendance physique notamment du fait de la présence de nicotine.
L'un des effets de la nicotine est la production anormale de dopamine, qui place provisoirement le fumeur dans un état d'euphorie. Lorsque le niveau de dopamine diminue, le fumeur se trouve en état de manque, ce qui le pousse à fumer de nouveau. Si la dépendance immédiate disparait en quelques semaines, le fumeur garde toutefois le souvenir de cet état d'euphorie, si bien qu'il peut être tenté de recommencer à fumer pendant une période plus longue après le sevrage. On parle alors de craving. Il existe plusieurs théories concernant les causes du craving tabagique, dont des théories neurobiologiques et des théories psycho-cognitives.
En 1994, le journal ABC News a présenté des preuves que les fabricants de tabac manipulaient le taux de nicotine des cigarettes afin d'assurer un niveau de dépendance optimal. Selon Jack E. Henningfield et Neal L. Benowitz, les études menées par l’industrie du tabac et par des chercheurs non spécialisés dans l’industrie du tabac confirment que les effets pharmacologiques de la nicotine sont des facteurs déterminants de la motivation des fumeurs.
Les signalements de dépendance aux spécialités pharmaceutiques contenant de la nicotine chez les personnes n'ayant jamais fumé concernent exclusivement les formes orales. En effet, la dynamique de diffusion de la nicotine par ces spécialités est différente de celle des cigarettes et cigarettes électroniques (les patchs, par exemple, diffusent la nicotine pendant 16 à 24 h. Or, l'intervalle de temps entre l'acte de fumer et l'arrivée de la nicotine au cerveau joue un rôle dans l'apparition de la dépendance. Ainsi, selon Jacques Le Houezec, « fumer est un mode unique d’administration de la nicotine, car celle-ci est absorbée très rapidement par la voie pulmonaire et atteint le cerveau en une dizaine de secondes. Ce qui lui confère un fort pouvoir addictif, et des effets, en particulier cardiovasculaires, plus intenses (d’autant qu’ils sont renforcés par les effets du monoxyde de carbone ou CO, qui prend la place de l’oxygène dans le sang) ».
Il a été clairement démontré ou confirmé par Jarvis et al. (JNCI 2001) que fumer moins ou utiliser des cigarettes avec filtre ne diminuait pas l'apport en nicotine. S'il fume moins ou s'il fume des cigarettes avec filtre, le fumeur, à cause de sa dépendance, adapte inconsciemment son comportement en aspirant des bouffées plus longues et plus profondes ou en tirant plus fortement sur sa cigarette, y compris après de relativement courtes privations de cigarette, par exemple dans les transports, au cinéma au restaurant ou dans les lieux publics. Quel que soit le rendement en nicotine indiqué sur le paquet de cigarettes (mesuré avec une machine à fumer), le fumeur extrait quasiment toujours la même quantité de nicotine (de 1 à 1,5 mg par cigarette).
Pour Robert Molimard, un des pionniers de la recherche en tabacologie en France, la nicotine « stimule à faible dose mais paralyse à dose forte des récepteurs ganglionnaires à l’acétylcholine, dits nicotiniques. Ils ont été mis en évidence dans le système nerveux central. Elle stimule des neurones de l’aire tegmentale ventrale qui libèrent de la dopamine dans le noyau accumbens. » Néanmoins, « il apparaît clairement que la nicotine ne résume pas la dépendance au tabac ». Aussi, « si la dépendance à la nicotine est difficile à démontrer, le tabac est au contraire prodigieusement addictif. Résumer la dépendance au tabac à une seule dépendance à la nicotine est un saut sémantique, d’autant qu’il clôt à l’avance un champ de recherches fructueux. »,,.
Selon l'équipe du neurobiologiste français Jean-Pol Tassin (INSERM, Collège de France), la nicotine seule ne suffirait pas à induire une dépendance chez l'animal ; il faudrait lui associer par exemple des inhibiteurs de la monoamine-oxydase, présents dans la fumée de tabac. Se pose alors la question de l'usage de la cigarette électronique utilisée par certains fumeurs dans le cadre d'un sevrage tabagique ; en effet cette dernière ne contient pas d'inhibiteurs de la monoamine-oxydase mais seulement de la nicotine (qui provoque une sensation de picotement dans la bouche et la gorge). Ceci pourrait constituer un stimulus précurseur à l’administration de la substance dépendante pour le cerveau du fumeur.
Le National Institute on Drug Abuse, aux États-Unis, confirme en 2018 l'importance de la nicotine dans le mécanisme de dépendance au tabac. Il observe toutefois que d'autres constituants du tabac pourraient contribuer à établir cette dépendance. L'institut observe que l'acte de fumer est associé à une baisse importante du taux de monoamine oxydase (MAO), une enzyme responsable de la dégradation de la dopamine, et du nombre de récepteurs de la MAO dans le cerveau. Or, des recherches ont montré que la nicotine ne réduisait pas sensiblement le niveau de MAO. Par ailleurs, d'autres recherches ont montré que l'éthanal, un autre constituant de la fumée du tabac engendré par la combustion des sucres ajoutés comme édulcorants dans les cigarettes, renforçait la dépendance à la nicotine et donc au tabac.
En Nouvelle-Zélande, le gouvernement de Jacinda Ardern avait décidé en 2022 de baisser le taux de nicotine dans les cigarettes (« dénicotinisation ») pour réduire la dépendance et faciliter l'arrêt. Ces mesures ont été abandonnées par le nouveau gouvernement conservateur de Christopher Luxon en 2023, sous l'influence de l'industrie du tabac.

#### Surdosage et intoxication
Un surdosage de nicotine peut se produire (par exemple lors d'association entre de patchs transdermiques de nicotine et de la persistance d'un tabagisme actif), se manifestant (dès le premier jour) par les symptômes suivants : hyperactivité diurne, nausées, vomissements, pâleur, palpitations/tachycardie, céphalées, insomnies (raccourcissement de la durée du sommeil, réveils multiples, mais avec une « activité onirique très importante »), diarrhées (parfois), lipothymies, vertiges, sècheresse buccale, hypersalivation, douleurs abdominales, diminution de l'acuité auditive, faiblesse générale, entre autres, avec absence d'envie de fumer.
À doses élevées, peuvent apparaître une hypotension, un pouls faible et irrégulier, une gêne respiratoire, une prostration, un collapsus cardiovasculaire et des convulsions. Les doses de nicotine tolérées par les sujets fumeurs peuvent entraîner une intoxication aiguë susceptible d'être fatale chez les jeunes enfants. À forte dose, elle possède un effet dépresseur et provoque nausées et vomissements, puis la mort par paralysie respiratoire.
La dose létale médiane DL50 pour un rat est de 50 mg/kg, pour une souris de 3 mg/kg. Chez l'homme, une source ancienne mentionne 60 mg, soit en moyenne (0,5 à 1 mg/kg). Une analyse récente indique une dose létale pour l'être humain probablement comprise entre 4 et 4,5 g de nicotine.

#### Covid-19
En avril 2020, deux études semblent indiquer que les fumeurs auraient moins de risque de contracter la maladie.
En novembre 2020, l’Assistance publique - Hôpitaux de Paris (AP-HP) indique que les données épidémiologiques françaises montrent un taux de fumeurs actifs significativement plus faible dans la population touchée par la Covid-19 que dans la population générale.
A posteriori, une situation de conflit d'intérêts non déclaré est identifiée concernant au moins deux auteurs, liés indirectement à une société développant des liquides à vapoter nicotiniques.
RFI rapporte qu'une étude à base de patch serait lancée à court terme, tout en soulignant qu'à ce jour le tabac provoque sept millions de morts par an dans le monde, largement plus que la Covid-19.
L'OMS souligne également la mortalité induite par le tabagisme, et le fait que les preuves disponibles suggèrent, au contraire, une augmentation de la gravité de la maladie et de la mortalité chez les patients de Covid-19 hospitalisés.
Plusieurs médecins soulignent qu'aucun des articles n'a été publié dans une revue scientifique en bonne et due forme, ni n'a fait l'objet d'une relecture.
Par ailleurs, ces études ont fait la comparaison entre des gens hospitalisés pour Covid-19 par rapport à la population générale interrogée en 2018 par téléphone, ce qui n'est pas comparable.
Le caractère protecteur de la nicotine est donc totalement spéculatif.
Ces théories sont cependant largement reprises par les libertariens, ainsi que par des proches de l'industrie du tabac.

### Effets environnementaux et écosystémiques
À Berlin (ville produisant localement toute sa ressource en eau potable) une étude a porté sur la vitesse et le taux de libération de nicotine par un mégot dans une flaque d'eau, ou dans l'environnement quand le mégot a été exposé à un cycle pluies-séchages. Dans une flaque d'eau les mégots libèrent en moyenne 7,3 mg de nicotine par gramme de mégot, dont 50 % dans les 27 premières minutes. Pour les mégots expérimentalement exposés à un cycle de quinze pluies (de 1,4 mm chacune), la libération cumulative de nicotine était de 3,8 mg/g de mégot, avec 47 % de cette nicotine larguée lors de la première pluie. Selon ces résultats, un seul mégot peut contaminer 1 000 L d'eau à des concentrations supérieures à la concentration prévue sans effet (PNEC) qui est de seulement 2,4 × 10−3 mg/L selon Valcárcel et al. (2011). L'étude conclut : « Étant donné la quantité de mégots jetés [à Berlin] et vu la vitesse à laquelle ils relarguent leur nicotine, ils [les mégots] sont à considérer comme une menace significative pour la qualité des eaux urbaines et par conséquent pour l'eau potable ».
La nicotine des mégots est en outre associée à d'autres polluants qui renforcent son écotoxicité (4 000 substances chimiques peuvent être présentes dans un mégot et il faut en moyenne environ douze ans pour sa totale dégradation). Au fur et à mesure de sa fragmentation, le filtre relargue dans l'environnement (dans l'air ou dans l'eau via la lixiviation) les toxines qu'il a accumulées. Un seul mégot peut ainsi polluer 1 m3 de neige.
La quantité de nicotine introduite dans l'environnement via les mégots n'est pas anodine. Ainsi vers 2008, il y a eu environ 5 600 milliards de cigarettes fumées dans l'année, dont 4 500 milliards ont fini en mégots jetés dans l'environnement,.

## Utilisation
La nicotine est utilisée en médecine dans le cadre du sevrage tabagique comme traitement de substitution.
Elle existe sous plusieurs formes, comme le timbre transdermique, le vapotage, la gomme à mâcher ou le sachet de nicotine. C'est un des traitements de première intention.

## Culture
Le premier crime connu à la nicotine remonte à 1849 lors de l'affaire du château de Bitremont (Belgique). Le comte Hippolyte Visart de Bocarmé, criblé de dettes, se défait d'un beau-frère encombrant pour une histoire d'héritage ; condamné à mort il est guillotiné en 1851.
Dans le roman policier Drame en trois actes d'Agatha Christie, trois personnes sont empoisonnées à la nicotine.
Dans l'épisode 2 de la saison 10 de Columbo, Attention : Le meurtre peut nuire à la santé, le meurtrier empoisonne les cigarettes de la victime au sulfate de nicotine.